# 31360 Huangyihsuan
31360 Huangyihsuan è un asteroide della fascia principale. Scoperto nel 1998, presenta un'orbita caratterizzata da un semiasse maggiore pari a 2,2533757 UA e da un'eccentricità di 0,1052104, inclinata di 1,85359° rispetto all'eclittica.